# Rédics
Rédics ([rédič], slovinsky Redič) je obec v Maďarsku v župě Zala, spadající pod okres Lenti. Nachází se blízko hranic se Slovinskem, asi 5 km západně od centra Lenti, 46 km jihozápadně od Zalaegerszegu a asi 248 km jihozápadně od Budapešti. Ve městě žije 878 obyvatel. Obec je známá především díky tomu, že se u ní nachází hraniční přechod se Slovinskem, Rédics – Dolga vas.
Severně od Rédicse prochází hlavní silnice 75, západně hlavní silnice 86. Končí zde železniční trať Zalaegerszeg – Rédics. Nachází se zde kostel Ducha svatého a muzeum místní historie. Narodil se zde Bálint Bellosics, maďarský etnograf a učitel, který se zabýval zejména jihoslovanskou kulturou.

## Sousední obce
| Růžice kompasu | Zalaszombatfa                           | Belsősárd Külsősárd                  |                      | Růžice kompasu |
| Růžice kompasu | Szijártóháza                            | Sever                                | Lenti                | Růžice kompasu |
| Růžice kompasu | Szijártóháza                            | Rédics                               | Lenti                | Růžice kompasu |
| Růžice kompasu | Szijártóháza                            | Jih                                  | Lenti                | Růžice kompasu |
| Růžice kompasu | Dolga vas (SLO) Dolgovaške Gorice (SLO) | Lendavske Gorice (SLO) Čentiba (SLO) | Gosztola Lendvadedes | Růžice kompasu |